# Список серий аниме «Волчица и пряности»
Это список и описание   серий аниме-сериала Волчица и пряности (яп. 狼と香辛料 О:ками то ко:синрё:, досл. «Волчица и специи»), который транслировался в Японии в 2008-2009 годах.
Всего вышло два полных сезона. Первый сезон состоит из 13 обычных серий, второй из 12 обычных серий и 1 дополнительного эпизода.
| Сезон | Сезон | Серий | Премьера в Японии | Премьера в Японии |
| Сезон | Сезон | Серий | Премьера          | Финал             |
| ----- | ----- | ----- | ----------------- | ----------------- |
|       | 1     | 13    | 9 января 2008     | 26 марта 2008     |
|       | 2     | 12    | 9 июля 2009       | 24 сентября 2009  |

## Первый сезон
| |                                                                              |                        |  |
| 01 | Волчица и выходной костюм «Ооками то иттё:ра» (狼と一張羅)                   | 9 января 2008 года     |  |
| Торговец Лоуренс прибывает в город на праздник урожая. В поле он сталкивается с волчицей Холо и заключает с ней договор.                                                                                       |                                                                              |                        |  |
| 02 | Волчица и далёкое прошлое «Ооками то тоой како» (狼と遠い過去)               | 16 января 2008 года    |  |
| Лоуренс и Холо остановились на ночлег в монастыре, где познакомились с Зереном, который предложил Лоуренсу выгодное дело по скупке валюты. В дороге Холо и Лоуренс вспоминают свои встречи с людьми и волками. |                                                                              |                        |  |
| 03 | Волчица и деловая хватка «Ооками то сё:сай» (狼と商才)                       | 23 января 2008 года    |  |
| Холо помогает Лоуренсу выгодно продать звериные шкурки. Лоуренс соглашается подписать договор с Зереном. Холо узнаёт, что содержание серебра в купленных Лоуренсом монетах чуть ниже, чем было прежде.         |                                                                              |                        |  |
| 04 | Волчица и беспомощный компаньон «Ооками то мурёку на айбо:» (狼と無力な相棒) | 30 января 2008 года    |  |
| 05 | Волчица и любовная ссора «Ооками то тивагэнка» (狼と痴話喧嘩)                | 6 февраля 2008 года    |  |
| 06 | Волчица и прощание без слов «Ооками то мугон но вакарэ» (狼と無言の別れ)     | 13 февраля 2008 года   |  |
| 07 | Волчица и хвост удачи «Ооками то ко:фуку но сиппо» (狼と幸福の尻尾)          | 30 мая 2008 года (OVA) |  |
| 08 | Волчица и точные измерения «Ооками то тадасики тэмбин» (狼と正しき天秤)      | 20 февраля 2008 года   |  |
| 09 | Волчица и агнцы «Ооками то хицудзицукай но кохицудзи» (狼と羊使いの子羊)     | 27 февраля 2008 года   |  |
| 10 | Волчица и зловещий заговор «Ооками то удзумаку имбо:» (狼と渦巻く陰謀)       | 5 марта 2008 года      |  |
| 11 | Волчица и грандиозная афера «Ооками то сайдай хисаку» (狼と最大の秘策)       | 12 марта 2008 года     |  |
| 12 | Волчица и молодая стая «Ооками то вакадзо: но мурэ» (狼と若僧の群れ)         | 19 марта 2008 года     |  |
| 13 | Волчица и новое путешествие «Ооками то арата на табидати» (狼と新たな旅立ち) | 26 марта 2008 года     |  |

## Второй сезон
| №  | Название                                                                                 | Дата выхода в Японии      |  |
| -- | ---------------------------------------------------------------------------------------- | ------------------------- |  |
|    |                                                                                          |                           |  |
| 00 | Волчица и янтарная меланхолия «Ооками то кохаку-иро но ю:уцу» (狼と琥珀色の憂鬱)         | 30 апреля 2009 года (OVA) |  |
| 01 | Волчица и неожиданный поворот «Ооками то футосита кирэцу» (狼とふとした亀裂)             | 9 июля 2009 года          |  |
| 02 | Волчица и затишье перед бурей «Ооками то араси но маэ но сэйдзяку» (狼と嵐の前の静寂)    | 16 июля 2009 года         |  |
| 03 | Волчица и непреодолимая пропасть «Ооками то умаранай мидзо» (狼と埋まらない溝)           | 23 июля 2009 года         |  |
| 04 | Волчица и конец расчётливости «Ооками то асадзиэ но мацуро» (狼と浅知恵の末路)           | 30 июля 2009 года         |  |
| 05 | Волчица, надежда и отчаяние «Ооками то кибо: то дзэцубо:» (狼と希望と絶望)               | 6 августа 2009 года       |  |
| 06 | Волчица и верящий в бога «Ооками то синдзубэки ками» (狼と信ずべき神)                    | 13 августа 2009 года      |  |
| 07 | Волчица и весёлые деньки «Ооками то тавамурэ но хиби» (狼と戯れの日々)                   | 20 августа 2009 года      |  |
| 08 | Волчица и очаровательная странница «Ооками то ковакутэки на табибито» (狼と蠱惑的な旅人) | 27 августа 2009 года      |  |
| 09 | Волчица и неосторожные торговцы «Ооками то мубо: на сё:дан» (狼と無謀な商談)             | 3 сентября 2009 года      |  |
| 10 | Волчица и одинокая улыбка «Ооками то кодоку на хохоэми» (狼と孤独な微笑み)               | 10 сентября 2009 года     |  |
| 11 | Волчица и решение расстаться «Ооками то вакарэ но кэцуи» (狼と別れの決意)                | 17 сентября 2009 года     |  |
| 12 | Волчица и бесконечные слёзы «Ооками то томэдонаки намида» (狼ととめどなき涙)             | 24 сентября 2009 года     |  |